# 顏培意
顏培意（英語：Ira Ngan）香港商人，電影投資人, 天盟娛樂有限公司主席及創辦人。

## 名銜
- 廣州市黃埔區政協港澳委員
- 香港黃埔各界聯合會常務副會長
- 香港黃埔各界聯合會文康部常務副主席
- 香港福建僑民會名譽會長
- 香港番禺工商聯會永遠榮譽會長